# Richard Catrileo
Richard Franco Catrileo Cifuentes (Lo Prado, Santiago de Chile, Chile, 23 de junio de 1992), es un Exfutbolista chileno. Jugaba en la posición de Volante.

## Trayectoria
Su debut en el profesionalismo acontece en el día 8 de marzo del 2012, jugando por Club de Deportes Cobreloa, enfrentando al conjunto de Club Deportivo Universidad Católica, válido por el Torneo de apertura 2012, perdiendo el encuentro por la diferencia de 5 goles a 1. Jugó 56 minutos del cotejo.
Anota su primer gol como profesional el día 14 de julio de 2013, jugando por Club de Deportes Cobreloa en contra del conjunto de Deportes Iquique válido por el torneo Copa Chile 2013, anotando en el minuto 43 del partido. El encuentro terminó en empate a 3 goles.

## Clubes
| Club                                 | País  | Año       |
| ------------------------------------ | ----- | --------- |
| Cobreloa                             | Chile | 2012-2014 |
| Rangers (Cedido)                     | Chile | 2014      |
| Cobreloa                             | Chile | 2015      |
| Colchagua (Cedido)                   | Chile | 2015      |
| Cobreloa                             | Chile | 2016      |
| San Marcos de Arica                  | Chile | 2016-2017 |
| Nuevo Horizonte Chimbarongo (actual) | Chile | 2019      |